# Rockville (Indiana)
Rockville – miasto w Stanach Zjednoczonych, w stanie Indiana, w hrabstwie Parke.